# Tanja Kostić
Tanja Kostić (serbiska: Тања Костић), född 10 november 1972, är en svensk basketspelare. Hon blev 1998 första svenska att spela i WNBA och därmed första svenska spelare i Nordamerikas högsta liga.

## Biografi
Tanja, vars föräldrar är från Serbien, föddes i Solna och var 8-9 år gammal när hon började spela i Täby Basket med flickor födda -71. Från 14-15 års ålder spelade hon i Division 2 med Täby Baskets damlag. Efter några år i elitserien flyttade hon till Oregon (USA) för att studera och spelade då med Oregon State Beavers. Efter examen i USA spelade hon som proffs i 10 år i bl.a. USA, Spanien, Italien, Israel och Tyskland. Hon avslutade sin karriär som 31-åring. Hon är gift med den litauiske basketstjärnan Rimantas Kaukėnas, och de har tre döttrar. Familjen bor i södra Spanien. 

## Karriär
- 1986-1989 Täby Basket, division 2
- 1989-1992 Solna IF (Vikings), Elitserien (senare SBL Dam)
- 1991- Sveriges damlandslag i basket[3]
- 1992-1996 Oregon State Beavers, NCAA
- 1996-1998 Portland Power, American Basketball League[4]
- 1998 Pool Getafe, EuroLeague Women
- 1998-1999 Cleveland Rockers, WNBA[5]
- 2000-2001 Miami Sol, WNBA[6]

Tanjas moderklubb är Täby Basket. Hon har även spelat i Solna Vikings och i Sveriges damlandslag i basket och gjorde på 55 seniorlandskamper 588 poäng.
Mellan 1992 och 1996 gick hon på Oregon State University med Anette Möllerström (från Malbas och landslaget) som båda kom med i All-Freshmen Team under sin första säsong med Oregon State Beavers. Under sin tid på college blev Tanja utnämnd till All-Pac 10 samtliga säsonger (hela 4 gånger) något som på den tiden endast hade uppnåtts av Lisa Leslie.
Tanja fick även utmärkelsen Player of the Year under åren på college vid två tillfällen. Och blev under sitt sista år utnämnd till All-American First Team. Innan det hade hon fått Kodak District All-American två gånger. Player of the week blev hon sammanlagt 8 gånger.
Tillsammans med Anette Möllerström förde hon sitt lag Oregon State Beavers till NCAA-slutspel 3 säsonger av 4. Tanja är fortfarande den enda spelaren i Oregon States historia som gjort mer än 2000 poäng och tagit 1000 returer och blev 2005 invald i skolans Hall of Fame.
Året 1998 var hon en hårsmån ifrån att vinna Euroleague men förlorade finalen med sitt spanska lag Pool Getafe mot franska Bourges Basket (Tango).
Kostić blev historisk när hon 1998 som förste svensk någonsin blev dels draftad, dels fick representera ett lag i världens bästa basketliga, WNBA. Tanja spelade under sin tid i WNBA både för Cleveland Rockers och Miami Sol.